# Lady Elgin
Lady Elgin era un lussuoso battello a vapore statunitense costruito negli anni '50 dell'Ottocento; prese il nome da Mary Louisa Lambton Elgin (?-1898), seconda moglie del governatore del Canada e viceré d'India James Elgin.
Il 7 settembre 1860 al termine della presidenza di James Buchanan, sull'orlo della guerra di secessione americana, il Lady Elgin salpò da Milwaukee, nel Wisconsin, in direzione Chicago. A Milwaukee era presente un cospicuo gruppo di irlandesi che, con a capo il capitano Garrett Barry, formava la Irish Union Guard, favorevole all'abolizionismo negli Stati Uniti d'America. Ma il Wisconsin non era altrettanto favorevole e disarmò Barry e le sue milizie.
Il capitano Barry, allora, organizzò una parata a Chicago per raccogliere fondi e permettere il riarmo della Irish Union Guard e allestì un viaggio a bordo del Lady Elgin al prezzo di 1 dollaro. La traversata del lago Michigan cominciò la mattina del 7 settembre 1860, e verso il pomeriggio il Lady Elgin, con a bordo circa 600 persone tra uomini, donne e bambini, sbarcò a Chicago, dove ebbe luogo la parata.
La mattina dell'8 settembre del 1860, verso le 2:30, il battello, di ritorno a Milwaukee, durante una violenta tempesta sul lago Michigan, fu colpita da un'altra imbarcazione, l'Augusta, capitanata da Darius Malott. Inizialmente l'equipaggio del Lady Elgin pensò di non aver subito gravi danni, e l'Augusta, l'altra nave coinvolta nel sinistro, ripartì.
Poi, verso le 3:00, le luci del Lady Elgin si spensero improvvisamente e il battello iniziò ad affondare. Il numero dei superstiti è incerto, ma di sicuro furono più di 100, tra cui solo una ventina di donne e pochi bambini. Tra le vittime ci furono anche il capitano Barry e suo figlio.